# Département de la protection de l'environnement du New Jersey
 (février 2021).
Le Département de la protection de l'environnement du New Jersey est une agence publique de l'État américain du New Jersey responsable d’en gérer les ressources naturelles et d’aborder les questions liées à la pollution. Le Département dispose actuellement d'un effectif d'environ 2 850 employés.
Le Département fut créé le 22 avril 1970 lors de la première Journée de la Terre officielle aux États-Unis, ce qui fit du New Jersey le troisième état dans le pays à réunir les activités environnementales dans une seule agence chargée de la protection et de la conservation de l'environnement et comprenant environ 1 400 employés répartis en cinq divisions. Le gouverneur William T. Cahill nomma Richard J. Sullivan premier commissaire.

## Divisions
L'objectif principal de la division de la qualité de l'air est de veiller au respect des normes de qualité de l’air imposées par Environmental Protection Agency.
La division de la surveillance et des normes de l'eau a pour principales responsabilités la surveillance des eaux douces, marines et souterraines de l'État, l'élaboration de normes de qualité des eaux de surface et souterraines, et la détermination et l'évaluation de la qualité de l'eau. Les informations recueillies, données, rapports et analyses sont utilisés pour informer les organisations et le public  afin de prendre les décisions les plus appropriées pour un meilleur usage de l'eau.
La division de l’aménagement du territoire et des espaces ouverts développe des règles et fournit des informations concernant les programmes d'empiètement des zones humides  et zones côtières, des cours d'eau  et des plaines inondables.
Le programme d'assainissement du site exige que tous les assainissements effectués dans l'État du New Jersey soient accomplis sous la supervision d'un professionnel licencié de l'assainissement des sites et doivent suivre les neuf exigences énoncées par la norme N.J.S.A. 58: 10B-1.3b. Le but de ce programme est d'accélérer et d'accroître le rythme de l'assainissement, contribuant ainsi à réduire le risque d’une contamination future.
Sous le programme de gestion des déchets solides et dangereux, des campagnes d'éducation et de relations publiques sont menées pour sensibiliser la population au recyclage, bien que les activités du programme aient été réduites dû aux compressions budgétaires survenues dans le milieu des années 1990.
La division des parcs et de la sylviculture  protège les terres publiques et privées des feux de forêt, gère les forêts, sensibilise le public aux questions relatives aux parcs et à la sylviculture, cultive des arbres  pour maintenir et restaurer les forêts dans les zones rurales  et zones urbaines, et préserve la diversité des arbres dans les forêts. 
La division des poissons et de la faune travaille à la protection et la gestion des ressources halieutiques  et fauniques de l'État.